# Lake Rotopounamu (Waikato)
Der Lake Rotopounamu, auch Greenstone Lake genannt, ist ein See in der Region Waikato auf der Nordinsel von Neuseeland.

## Namensherkunft
Der Name des Sees setzt sich in der Sprache der Māori aus den Wörtern „roto“ für „See“ und „pounamu“ für „Jade“ zusammen.

## Geographie
Der Lake Rotopounamu befindet sich 7,5 km südlich des Lake Taupō und 6 km südwestlich der Stadt Tūrangi. Westlich angrenzend, lediglich 1,25 km entfernt erstreckt sich der weitaus größere Lake Rotoaria. Zu erreichen ist der 1,3 × 1,05 km große See über den New Zealand State Highway 47 und einer 20-minütigen Wanderung vom Parkplatz des Highway aus. Südöstlich des Sees erhebt sich der 1326 m hohe Pihanga.

## Naturreservat
Der Lake Rotopounamu ist Teil des Tongariro National Parks und steht unter der Obhut des Department of Conservation (DOC). Um den See herum führt ein 5 km langer und zwei Stunden in Anspruch nehmender Wanderweg. Auf dem 20-minütigen Weg zum See wurde vom DOC ein Naturlehrpfad angelegt, auf dem die verschiedenen Bäume am Wegesrand mit Schautafeln beschrieben werden.
In den Wäldern rund um den See sind Vögel wie der North Island Robin, eine Spezies der Schnäpper, der Kākā, die Maori-Fruchttaube, die unter den Einheimischen Kererū genannt werden, und Falken zu finden.